# 百合丘站
百合丘站（日语：／ Yurigaoka eki */?）是一個位於神奈川縣川崎市麻生區百合丘一丁目，屬於小田急電鐵小田原線的鐵路車站。車站編號是OH 22。

## 歷史
多摩線通車至新百合丘站開業為止，本站是川崎市的重要據點之一，曾要求小田急電鐵增停急行列車並規劃設置川崎縱貫高速鐵車站。
- 1960年（昭和35年）3月25日：隨著百合丘第一團地開放入住而開業。為各站停車、準急、通勤準急的停車站。
- 1978年（昭和53年）3月31日：不停百合丘站、讀賣樂園前站、生田站，通稱「SKIP準急」（無正式名稱）開始營運。
- 1981年（昭和56年）3月6日：跨站式站房與南北自由通道完成、起用。
- 1990年（平成2年）3月27日：通稱「SKIP準急」廢止。
- 2004年（平成16年）12月11日：新增區間準急，本站為停靠站。
- 2013年（平成25年）1月24日：設置列車資訊顯示器。

### 站名由來
因鄰近百合丘團地，因而命名為「百合丘」。「百合丘團地」則是因為過去周邊長滿神奈川縣縣花「山百合」而得名。另一說是開墾的128人（或說100人）地主－「集合百人之力」（百人が力を合わせた）。

## 車站構造
本站是側式月台2面2線跨站式站房地面車站。線路位於溝渠。南口側站房與站前廣場直接連結。建設當初以保留待避線空間，未來可擴充為島式月台2面4線。
2006年2月25日，電梯啟用。
| 月台 | 路線     | 方向 | 目的地                 |
| ---- | -------- | ---- | ---------------------- |
| 1    | 小田原線 | 下行 | 小田原、片瀨江之島方向 |
| 2    | 小田原線 | 上行 | 新宿、千代田線方向     |

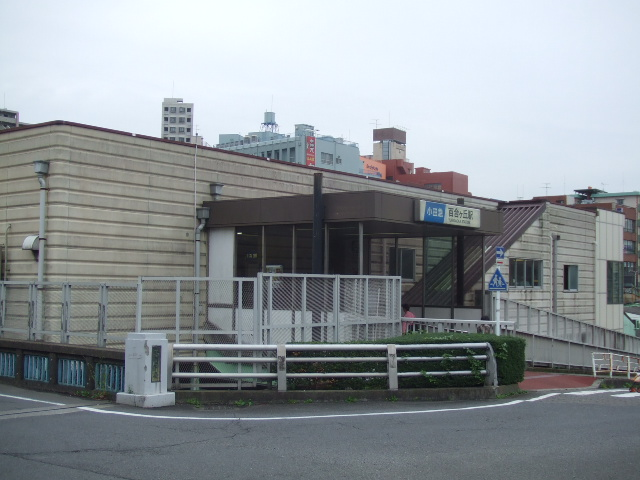
北口
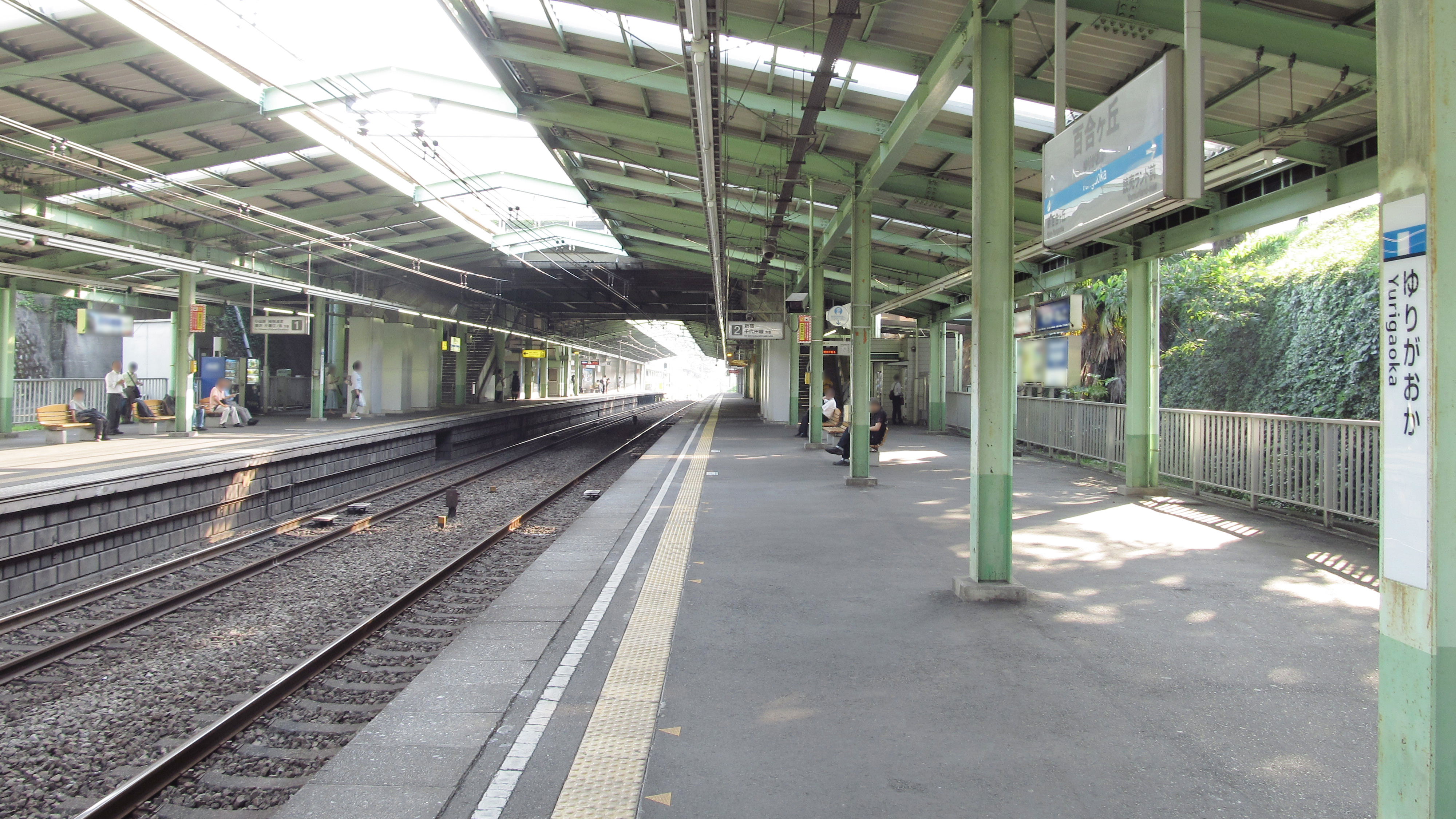
月台（2013年7月11日）

## 使用情況
2017年度1日平均上下車人次為21,404人'。在小田急電鐵70個車站當中排名第49位。
| 年度               | 1日平均 上下車人次 | 1日平均 上車人次 | 來源     |
| ------------------ | ------------------ | ---------------- | -------- |
| 1995年（平成07年） |                    | 13,421           | [ * 1 ]  |
| 1996年（平成08年） |                    | 12,931           |          |
| 1997年（平成09年） |                    | 12,746           |          |
| 1998年（平成10年） |                    | 12,052           | [ * 2 ]  |
| 1999年（平成11年） |                    | 11,549           | [ * 3 ]  |
| 2000年（平成12年） |                    | 8,737            | [ * 3 ]  |
| 2001年（平成13年） |                    | 11,416           | [ * 4 ]  |
| 2002年（平成14年） | 22,525             | 11,042           | [ * 5 ]  |
| 2003年（平成15年） | 22,445             | 10,919           | [ * 6 ]  |
| 2004年（平成16年） | 21,867             | 10,767           | [ * 7 ]  |
| 2005年（平成17年） | 21,572             | 10,583           | [ * 8 ]  |
| 2006年（平成18年） | 21,541             | 10,542           | [ * 9 ]  |
| 2007年（平成19年） | 21,598             | 10,619           | [ * 10 ] |
| 2008年（平成20年） | 21,674             | 10,645           | [ * 11 ] |
| 2009年（平成21年） | 21,407             | 10,494           | [ * 12 ] |
| 2010年（平成22年） | 21,177             | 10,373           | [ * 13 ] |
| 2011年（平成23年） | 20,736             | 10,135           | [ * 14 ] |
| 2012年（平成24年） | 20,814             | 10,165           | [ * 15 ] |
| 2013年（平成25年） | 21,211             | 10,360           | [ * 16 ] |
| 2014年（平成26年） | 21,125             | 10,372           | [ * 17 ] |
| 2015年（平成27年） | 21,522             | 10,572           | [ * 18 ] |
| 2016年（平成28年） | 21,293             | 10,479           | [ * 19 ] |
| 2017年（平成29年） | 21,404             |                  |          |

## 車站周邊
- 川崎市消防局（日语：川崎市消防局）麻生消防署百合丘出張所
- 百合丘站前郵便局
- 百合丘第一團地（現サンラフレ百合ヶ丘）
- 百合丘第二團地（現百合ヶ丘みずき街）
- 弘法之松（日语：弘法の松）
- 高石神社
- 小田急Marche（日语：小田急マルシェ）
- YURI STORE（日语：ゆりストア）
- SUPER三和（日语：三和）
  - PASEOS（日语：パシオス）百合丘店
  - THE DAISO三和百合丘店
- 橫濱銀行百合丘支店
- 川崎信用金庫（日语：川崎信用金庫）百合丘支店
- Ceresa川崎農業協同組合（日语：セレサ川崎農業協同組合）百合丘支店
- 川崎市立百合丘小學校

### 路線巴士
小田急巴士路線由登戶營業所。
百合丘站入口
北口側縣道3號世田谷町田線上。
- 淵24系統 - 往淵野邊站北口／往登戶 （神奈川中央交通）　※週日、假日早晨1班
- 無系統編號 - 往新百合丘站／經高石往生田折返場　 ※出入庫路線

百合丘站
南口的巴士站。
- 1號乘車處
  - 百02系統 - 往新百合丘站、大谷　※往大谷僅夜間部分班次
- 2號乘車處
  - 百01系統 - 往聖瑪麗安娜醫科大學（日语：聖マリアンナ医科大学）
- 3號乘車處
  - 無系統編號 - 經高石往生田折返場　※入庫路線
  - 山百合號（日语：山ゆり号） - 往高石團地前

## 相鄰車站
小田急電鐵
 小田原線

■快速急行、□通勤急行、■急行
通過
□通勤準急、■準急、■各站停車（通勤準急僅上行、準急僅下行停車）
讀賣樂園前（OH 21）－百合丘（OH 22）－新百合丘（OH 23）
- 下行電車中，停靠新百合丘站3號月台的各站停車往唐木田列車，在抵達本站前會廣播提醒往相模大野、小田原方向的乘客可在本站換車（本站換車不須上下樓梯）[7]。

## 資料來源
神奈川縣縣勢要覧
1. ↑  線区別駅別乗車人員（1日平均）の推移 （页面存档备份，存于） - 21ページ
2. ↑  神奈川県県勢要覧（平成12年度）- 223ページ
3. 1 2  神奈川県県勢要覧（平成13年度）PDF - 225ページ
4. ↑  神奈川県県勢要覧（平成14年度）PDF - 223ページ
5. ↑  神奈川県県勢要覧（平成15年度）PDF - 223ページ
6. ↑  神奈川県県勢要覧（平成16年度）PDF - 223ページ
7. ↑  神奈川県県勢要覧（平成17年度）PDF - 225ページ
8. ↑  神奈川県県勢要覧（平成18年度）PDF - 225ページ
9. ↑  神奈川県県勢要覧（平成19年度）PDF - 227ページ
10. ↑  神奈川県県勢要覧（平成20年度）PDF - 231ページ
11. ↑  神奈川県県勢要覧（平成21年度）PDF - 241ページ
12. ↑  神奈川県県勢要覧（平成22年度）PDF - 239ページ
13. ↑  神奈川県県勢要覧（平成23年度）PDF - 239ページ
14. ↑  神奈川県県勢要覧（平成24年度）PDF - 235ページ
15. ↑  神奈川県県勢要覧（平成25年度）PDF - 237ページ
16. ↑  神奈川県県勢要覧（平成26年度）PDF - 239ページ
17. ↑  神奈川県県勢要覧（平成27年度）PDF - 239ページ
18. ↑  神奈川県県勢要覧（平成28年度）PDF - 247ページ
19. ↑  神奈川県県勢要覧（平成29年度）PDF - 239ページ

## 外部連結
- 百合丘 - 小田急電鐵